# Centres pour le contrôle et la prévention des maladies
Pour les articles homonymes, voir CDC.
Les Centres pour le contrôle et la prévention des maladies (en anglais : Centers for Disease Control and Prevention ou CDC) forment ensemble la principale agence fédérale des États-Unis en matière de protection de la santé publique. Les centres produisent des informations dans le but d'améliorer les décisions gouvernementales en matière de santé. Ils promeuvent également la santé par des partenariats avec les départements de la santé des différents États américains et d'autres organisations. Les CDC ont le statut d'agence du département de la Santé et des Services sociaux des États-Unis. Leur quartier général est situé dans le comté de DeKalb, près d'Atlanta en Géorgie.

## Fonctions
Coordonnant tous les systèmes de surveillance épidémiologique des États-Unis, les CDC produisent de l’information qui permet d’attirer l’attention des décideurs politiques et de l'opinion publique sur le développement et l’application de la prévention des maladies et leur contrôle, en particulier celui des maladies infectieuses. L'éducation en matière de santé environnementale et la promotion de la santé font également partie des buts des CDC.[citation nécessaire]
Les centres, instituts et bureaux sont :
- le National Center on Birth Defects and Developmental Disabilities ;
- le National Center for Chronic Disease Prevention and Health Promotion ;
- le National Center for Environmental Health ;
- le National Center for Health Statistics (statistiques de l'état civil) ;
- le National Center for HIV, STD, and TB Prevention ;
- le National Center for Infectious Diseases ;
- le National Center for Injury Prevention and Control ;
- le National Immunization Program ;
- le National Institute for Occupational Safety and Health ;
- l'Epidemiology Program Office ;
- le Public Health Practice Program Office ;
- le Bureau du directeur.

Le quartier général se trouve dans le comté de DeKalb (Géorgie). Les CDC publient également la revue Emerging Infectious Diseases (« maladies infectieuses émergentes »).

## Historique
Le CDC a d'abord été une organisation gouvernementale unique, nommée « Communicable Disease Center » jusqu'en 1946, puis « Center for Disease Control » jusqu'en 1970, où les questions de prévention ont étendu ses compétences et l'ont obligé à ouvrir des agences dans tous les États et à se réorganiser en plusieurs domaines de compétence, avec chacun un centre national doté d'instituts de recherche ou de veille sanitaire, des bureaux répartis sur tout le territoire, et des correspondants avec les grandes agences de santé du monde en collaboration avec l'OMS.
L'origine des CDC est d'abord militaire. Aux États-Unis, les institutions militaires, pour la protection de l'US Army ont joué un rôle important en matière de santé et surtout d’épidémiologie, via d'abord le suivi et l’étude de la santé des soldats, puis par l'étude des épidémies pouvant être utilisées par le bioterrorisme ou comme arme de destruction massive.
La tendance à la prévention contre les maladies infectieuses a gagné du terrain au XXe siècle dans le pays, avec la lutte contre la tuberculose et une grande campagne contre la fièvre jaune à Cuba entamée en 1898. Des campagnes contre les maladies sexuellement transmissibles ont été développées durant la Première Guerre mondiale, puis contre la grippe après la pandémie de grippe espagnole de 1918 qui a montré combien les armées pouvaient contribuer à transporter un virus dangereux sur toute la planète.
En matière de médecine tropicale, la lutte contre la fièvre jaune s’est ensuite élargie à d’autres maladies tropicales avec une importance marquée au milieu du siècle pour la lutte contre le paludisme. Pour notamment lutter contre cette maladie durant la Seconde Guerre mondiale dans les zones de guerre, les États-Unis ont créé un organisme spécial afin de développer des outils et stratégies adaptées aux flambées de paludisme chez les soldats (au pays et à l'étranger). C’est cet organisme qui se métamorphosera en un « Communicable Disease Center » (nom initial des CDC). Un corps épidémiologique d’élite (Epidemiology Intelligence Corps) a été fondé dans les années 1950 par Alexander Langmuir, pour disposer d’un corps mobile d'épidémiologistes (Epidemic Intelligence Service of the Communicable Disease Center) capables de répondre à la menace du bioterrorisme entretenue par la guerre froide et des conflits locaux, notamment dans la région Pacifique. Langmuir précisant en 1951 que le mot « intelligence » a été retenu en raison de ses quatre définitions données par le dictionnaire anglais :
1. Capacité de connaissance et de compréhension (The capacity for knowledge and understanding) ;
2. Capacité de succès adaptatif par l’ajustement de son comportement à une situation générale (The power of meeting a novel situation successfully by adjusting one's behavior to the total situation) ;
3. Capacité à appréhender les interrelations entre les faits pour mieux orienter l'action vers un but désiré. (The ability to apprehend the interrelationships of presented facts in such a way as 'o guide action toward a desired goal) ;
4. Obtention et diffusion d’informations, notamment d’informations secrètes. (The obtaining and dispensing of information, particularly secret information).

Les fonctions de ce corps seront rapidement élargies à la santé publique en général. Ses officiers joueront un rôle majeur dans le développement de la vaccination contre la polio et un peu plus tard dans une campagne mondiale de vaccination qui permettra l'éradication de la variole.
Le CDC a d’abord répondu à des situations de crise militaire, politique et sanitaires, pour peu à peu devenir central aux États-Unis en matière d'épidémiologie et de santé publique et de recherche-action dans ces domaines.
En 1998, dans un article publié par The Wall Street Journal, Dennis Avery affirme que le Centre pour le contrôle et la prévention des maladies avait mené à bien des études prouvant que l'alimentation biologique comportait huit fois plus de risques d'infection à la bactérie E. coli que l'alimentation conventionnelle. L'article d'Avery a été largement cité bien que le CDC n'a jamais conduit une étude de la sorte. Le CDC a démenti avoir conduit de telles études[réf. nécessaire].
Il s'agit de l'organisme de référence dans la publication des chiffres américains relatifs aux personnes infectées lors de la grippe A (H1N1) de 2009.

## Liste des directeurs des CDC
| #       | Portrait              | Nom                   | Mandat           | Mandat          | Présidence de | Présidence de                                |
| #       | Portrait              | Nom                   | Début            | Fin             | Présidence de | Présidence de                                |
| ------- | --------------------- | --------------------- | ---------------- | --------------- | ------------- | -------------------------------------------- |
| 1       | Louis L. Williams     | Louis L. Williams     | 1942             | 1943            |               | Franklin Delano Roosevelt                    |
| 2       | Mark D. Hollis        | Mark D. Hollis        | 1944             | 1946            |               | Franklin Delano Roosevelt Harry S. Truman    |
| 3       | Raymond A. Vonderlehr | Raymond A. Vonderlehr | 1947             | 1951            |               | Harry S. Truman                              |
| 4       | Justin M. Andrews     | Justin M. Andrews     | 1952             | 1953            |               | Harry S. Truman                              |
| 5       | Theodore J. Bauer     | Theodore J. Bauer     | 1953             | 1956            |               | Dwight D. Eisenhower                         |
| 6       | Robert J. Anderson    | Robert J. Anderson    | 1er octobre 1956 | 30 juin 1960    |               | Dwight D. Eisenhower                         |
| 7       | Clarence A. Smith     | Clarence A. Smith     | 1960             | 1962            |               | Dwight D. Eisenhower John Fitzgerald Kennedy |
| 8       | James L. Goddard      | James L. Goddard      | 1962             | 1966            |               | John Fitzgerald Kennedy Lyndon B. Johnson    |
| 9       | David Sencer          | David Sencer          | 1966             | 1977            |               | Lyndon B. Johnson Richard Nixon Gerald Ford  |
| 10      | William Foege         | William Foege         | 1977             | 1983            |               | Jimmy Carter Ronald Reagan                   |
| 11      | James O. Mason        | James O. Mason        | 1983             | 1989            |               | Ronald Reagan                                |
| 12      | William L. Roper      | William L. Roper      | 1er mars 1990    | 30 juin 1993    |               | George H. W. Bush Bill Clinton               |
| 13      | David Satcher         | David Satcher         | 1993             | 13 février 1998 |               | Bill Clinton                                 |
| 14      | Jeffrey Koplan        | Jeffrey Koplan        | 5 octobre 1998   | 31 mars 2002    |               | Bill Clinton George W. Bush                  |
| 15      | Julie Gerberding      | Julie Gerberding      | juillet 2002     | 20 janvier 2009 |               | George W. Bush                               |
| 16      | Thomas Frieden        | Thomas Frieden        | 8 juin 2009      | 20 janvier 2017 |               | Barack Obama                                 |
| Intérim | Anne Schuchat         | Anne Schuchat         | 20 janvier 2017  | 7 juillet 2017  |               | Donald Trump                                 |
| 17      | Brenda Fitzgerald     | Brenda Fitzgerald     | 7 juillet 2017   | 31 janvier 2018 |               | Donald Trump                                 |
| Intérim | Anne Schuchat         | Anne Schuchat         | 31 janvier 2018  | 26 mars 2018    |               | Donald Trump                                 |
| 18      | Robert R. Redfield    | Robert R. Redfield    | 26 mars 2018     | 20 janvier 2021 |               | Donald Trump                                 |
| 19      | Rochelle Walensky     | Rochelle Walensky     | 20 janvier 2021  | 30 juin 2023    |               | Joe Biden                                    |
| 20      | Mandy Cohen           | Mandy Cohen           | 10 juillet 2023  | 20 janvier 2025 |               | Joe Biden                                    |